# Schefflera tremula
Schefflera tremula là một loài thực vật có hoa trong Họ Cuồng cuồng. Loài này được (Krug & Urb.) Alain miêu tả khoa học đầu tiên năm 1985.